# Roc d'en Selles
El Roc d'en Selles és una muntanya de 946 metres que es troba al municipi d'Alpens, a la comarca catalana del Lluçanès.